# Lehmāl
Lehmāl (persiska: لهمال) är en ort i Iran.   Den ligger i provinsen Mazandaran, i den norra delen av landet, 160 km nordost om huvudstaden Teheran. Lehmāl ligger 18 meter över havet och antalet invånare är 290.
Terrängen runt Lehmāl är huvudsakligen platt, men åt sydost är den kuperad. Runt Lehmāl är det ganska glesbefolkat, med 36 invånare per kvadratkilometer. Närmaste större samhälle är Sari, 14,9 km öster om Lehmāl. Trakten runt Lehmāl består till största delen av jordbruksmark.